# Korend
Korender er små, kerneløse, tørrede vindruer, der næsten udelukkende produceres i Grækenland. De stammer oprindelig fra den græske by Korinth.
De er opstået ved en mutation.
De ligner rosiner, men er lidt mindre, hårdere og smager stærkere.
De spises som snack, kan bruges i kager og andre retter i stedet for rosiner.
Korender findes i brød, wienerbrød, spotted dick og andet bagværk.
| Mad og drikke | Spire Denne artikel om mad og drikke er en spire som bør udbygges. Du er velkommen til at hjælpe Wikipedia ved at udvide den. |